# Белоцерковский троллейбус
Белоцерковский троллейбус (укр. Білоцерківський тролейбус) — вид общественного транспорта города Белая Церковь Киевской области Украины.

## Маршруты
- 1 Ж/д ст. Роток — Пл. Победы
- 2 Ж/д ст. Роток — 4-й микрорайон
- 3 Пл. Соборная — Песчаный массив
- 3А Ж/д ст. Роток — Песчаный массив
- 4 Пл. Победы — Таращанский массив
- 5 Ж/д ст. Роток — Таращанский массив
- 8 Пл. Победы — 4-й микрорайон

## История
Троллейбусное движение открыто 11 марта 1980 г. В 1986 году открылось движение на маршруте № 2. На начало 90-х годов в городе имелось 85 машин ЗиУ-682. В 1991—1993 годах городской троллейбусный парк пополнился 9 сочленёнными машинами «Киев-11» и ЮМЗ-Т1. Ежедневно на 2 действующих маршрута выходило 45-50 троллейбусов.
В 1994 году был достроен второй мост через реку Рось и через него на Таращанский массив были проложены маршруты № 4 и 5.
С 1996 года троллейбусное управление перешло на баланс города.
В октябре 2004 года состоялся пуск маршрута № 3 (Песчаный массив — площадь Свободы). С тех пор троллейбусная сеть пока не удлинялась, её протяжённость на сегодня составляет 32,6 км.
С 31.05.2014 вводится в эксплуатацию м-т № 3А Песчаный м-в — ст."Роток".
В настоящее время[когда?] троллейбусное предприятие города переживает кризис — на 6 маршрутов ежедневно выходит 17 машин.
С 1999 года город закупил 2 новых троллейбуса
6 декабря 2011 года в город поступил первый троллейбус с низким уровнем пола модели МАЗ-ЭТОН Т103.
С 4 сентября 2015 года стоимость проезда в троллейбусе составляет 1,5 грн.
22 декабря 2016 года из Будапешта поступили 4 сочленённых троллейбуса Ikarus 280.94.
В 2019 году Белая Церковь закупила троллейбус модели Дніпро Т103. Троллейбус изготовлен на заводе ЮжМаш в Днепре.
С 14 декабря 2022 года движение троллейбусов временно закрыто из-за проблем в энергосистеме. 18 февраля 2023 года троллейбусное движение возобновлено.

## Подвижной состав
- ЗИУ-682 — 9 единиц
- ЮМЗ-Т2 — 3 единицы
- Дніпро-Е187 — 1 единица
- ЛАЗ-52522 — 1 единица
- МАЗ-ЭТОН Т103 — 6 единиц
- Ikarus 280.94 — 4 единицы.
- Дніпро Т103 — 1 единица

### Исторический подвижной состав
- ЮМЗ-Т1 — 6 единиц. Эксплуатировались в 1992—2011 годах.